# Elaphropeza pseudomarginata
Elaphropeza pseudomarginata är en tvåvingeart som beskrevs av Raffone 2001. Elaphropeza pseudomarginata ingår i släktet Elaphropeza och familjen puckeldansflugor. Inga underarter finns listade i Catalogue of Life.